# Франц I (князь Лихтенштейна)
Франц I (нем. Franz de Paula Maria Karl August; 28 августа 1853, замок Лихтенштайн — 25 июля 1938, Вальтице) — 13-й князь Лихтенштейна.

## Жизнь до княжения

### Ранние годы
Франц был одним из одиннадцати детей и младшим сыном князя Алоиза II и его супруги, графини Франтишки Кински. В юном возрасте он был отправлен в Австро-Венгрию, изучал право в университетах Вены и Праги, после чего поступил на военную и дипломатическую службу.
С 1879 по 1892 годы он занимал пост атташе в Брюсселе, а с 1894 по 1899 годы возглавлял австро-венгерское посольство в Санкт-Петербурге при дворе Николая II.
В 1917 году был награждён австрийским Орденом Золотого руна, став 1 204-м кавалером этого ордена. Франц активно способствовал налаживанию тесных научных контактов между Австро-Венгрией и Российской империей.

### Научный деятель
На протяжении всей своей жизни Франц, неравнодушный к наукам, а особенно гуманитарным, принимал участие в научной жизни Австрии и Лихтенштейна. Во время дипломатической службы в России Франц приобрел большую библиотеку историка Бильбасова. В 1907 году по его инициативе была основана кафедра Восточно-Европейской истории в Венском университете, а в 1911 году — Центральная Комиссия по сохранению исторических ценностей. Сильно интересуясь вопросами истории, он был председателем нескольких научных сообществ, а также инициатором публикации ряда исторических трудов. В 1914 году будущий князь стал почетным членом Австрийской Академии Наук.

## Правление

### Особенности политики
Лихтенштейнский престол перешел к Францу после смерти старшего брата, правящего князя Иоганна II. В качестве князя Лихтенштейна он продолжал экономические реформы, начатые его братом, и продолжил политику сближения с соседними Австрией и, в первую очередь, Швейцарией, которая взяла на себя организацию почтовой службы в Лихтенштейне и предоставила княжеству возможность использовать швейцарский франк в качестве национальной валюты.

### Семья
22 июля 1929 года, уже будучи главой государства, Франц женился в Вене на Елизавете фон Гутманн, дворянке еврейского происхождения. В силу возраста обоих супругов (жене Франца было 54 года, а самому князю — 76 лет) этот брак был бездетным, вследствие чего встал вопрос о престолонаследии. Согласно устоявшимся канонам, следующим в линии наследников был признан кузен Франца I, Алоиз, но он отказался от прав на трон в пользу своего сына Франца Иосифа II. В марте 1938 года, за несколько месяцев до смерти, престарелый Франц I провозгласил Франца Иосифа II регентом страны. Формально причиной такого решения был назван преклонный возраст князя, но считается, что действительной причиной было нежелание Франца находиться на троне в момент вторжения в страну нацистской Германии.

### Смерть
Франц I скончался 25 июля 1938 года. После его смерти Франц Иосиф II, двоюродный внучатый племянник покойного монарха, стал полноправным князем Лихтенштейна.